# Голянка (Новосильский район)
Голя́нка — село в Новосильском районе Орловской области. Входит в состав Петушенского сельского поселения.

## География
Располагается в низменной местности по обоим берегам реки Пшевки в километре от сельского административного центра деревни Михалёво.

## История
Откуда пошло название поселения доподлинно неизвестно. Скорее всего от тех, кто первыми заселил эту местность. Производное от слова «гол» встречается у многих народов: у финно-угров, у тюркских и у западных славян и связано с рельефом местности. Это — долина реки, открытое безлесое место, овраг. Селение имело и другое название «Острое» — «островок, отдельное место». Село Острое уже существовало в первой половине XVIII века и упомянуто за 1751 год с храмом во имя Архистратига Михаила. В Ревизской сказке за 1782 год упомянуто село Острое, заселённое казаками. Все существовавшие храмы были деревянные. Приход — небольшой и состоял из самого села и двух деревень, населённых уже казёнными крестьянами: Мохова (Голянские выселки) и Суходола (Квасовка) (в наст. вр. входят в состав Верховского района). Имелась церковно-приходская школа.  В 1859 году в Голянке насчитывалось 73 крестьянских двора, в 1915 — 176, а в 2016 — 70.
С приходом Советской власти в селе образован колхоз «Отрада». В послевоенные годы после неоднократных реорганизаций и укрупнений хозяйств из близлежащих сёл и деревень образован единый колхоз «Победа», просуществовавший до 1991 года. На базе церковно-приходской в Голянке образована школа 1 ступени. В 2011 году общеобразовательную школу закрыли за малым числом учеников. 5 августа 2014 года на месте заросшего бурьяном воинского захоронения появился мемориал воинов, павших за освобождение Орловской области. 
В 2016 году село газифицировано.
Уроженец села член Союза писателей России, поэт Прасолов Иван Никитович посвятил родному селу такие строки:
Вдоль речки Пшевки быстрой, звучной
Моё раскинулось село,
Где прожил юность, возраст лучший —
Те годы время унесло ....

## Население
| 1857 | 1859 | 1915  | 2002 | 2010 |
| ---- | ---- | ----- | ---- | ---- |
| 575  | ↗826 | ↗1213 | ↘145 | ↘87  |

## Ссылка
- Военно-топографическая карта Российской Империи XIX века (карта Шуберта). Тульская губерния, (лист 17-15).